# Daldinia childiae
Daldinia childiae är en svampart som beskrevs av J.D. Rogers & Y.M. Ju 1999. Daldinia childiae ingår i släktet Daldinia och familjen kolkärnsvampar.   Inga underarter finns listade i Catalogue of Life.